# Marco Hofschneider
Marco Hofschneider (ur. 18 października 1969 w Berlinie) – niemiecki aktor. Otwórca roli Solomona Perela w biograficznym dramacie wojennym Agnieszki Holland Europa, Europa (1990).

## Filmografia

### Filmy
- 1990: Europa, Europa jako Solomon Perel
- 1994: Wieczna miłość (Immortal Beloved) jako Karl van Beethoven
- 1996: Wyspa doktora Moreau jako M’Ling
- 2000: Ulice strachu: Ostatnia odsłona (Urban Legends: Final Cut) jako Simon
- 2003: Luter (Luther) jako Ulrick
- 2007: Nuclear Secrets jako Klaus Fuchs

### Seriale TV
- 1993: Telefon 110 – odc. ...und tot bist du jako Peter Hempel
- 1994: Telefon 110 – odc. Opfergang jako Martin
- 1995: Tatort: Bienzle und der Mord im Park jako Peter Fink
- 1998: Kobra – oddział specjalny (Alarm für Cobra 11) – odc. Martwy świadek (Der tote Zeuge) jako Olaf Henke
- 1999: Misja w czasie (Seven Days) jako Pieter Federov
- 2001: Tatort: Verhängnisvolle Begierde jako Hajo Wasberg
- 2009: Tatort: Mit ruhiger Hand jako Stefan Koschinski
- 2018: Tatort: Bombengeschäft jako Raimond Gebel
- 2019: Kobra – oddział specjalny – odc. Zoe jako Joachim Baumann
- 2020: Rejs ku szczęściu ( Kreuzfahrt ins Glück: Hochzeitsreise nach Tirol ) jako Erik Bode